# كريستينا مارتين لارا
كريستينا مارتين لارا (بالإسبانية: Cristina Martín Lara)‏ هي مصورة إسبانية، ولدت في 1972.